# Головатень звичайний
Головатень звичайний, головатень руський (Echinops ritro) — багаторічна трав'яниста білувато-повстиста рослина родини айстрових (складноцвітих).

## Опис
Стебло прямостояче, здебільшого у верхній частині розгалужене, 30—80 см заввишки. Листки ланцетні, двічі перисторозсічені, з ланцетними або лінійно-ланцетними, пилчасто-колючими частками; нижні — черешкові, верхні — сидячі. Квітки двостатеві, трубчасті, сині, в одноквіткових кошиках, що утворюють кулясті головки. Плід — сім'янка. Цвіте у липні — вересні.

## Поширення
Росте на степових та кам'янистих схилах на півдні Лісостепу, в степу і в Криму.

## Заготівля і зберігання
Використовують насіння. Збирають під час побуріння кошиків. Досушені кошики розбивають, а насіння відділяють на віялках. Строк придатності — 1 рік.

## Хімічний склад
Насіння містить алкалоїд ехінопсин (1,5—2 %), жирну олію (26—28 %) тощо.

## Фармакологічні властивості і використання
Виділений з насіння алкалоїд ехінопсин збуджує центральну нервову систему, тонізує діяльність серця, підвищує артеріальний тиск, активізує периферичну нервову систему, підвищує тонус м'язів судин, зменшує головний біль, втомленість, усуває загальну слабість, відновлює сон і апетит. При збільшенні дози препарат спричинює зниження артеріального тиску, спричинює судому. Препарат ехінопсин (Echinopsini nitras) застосовували при лікуванні різних неврологічних і терапевтичних захворювань (атрофія зорового нерва, парез і параліч, поліомієліт, радикуліт, гіпотонія, міопатія тощо). Останнім часом препарат знято з виробництва. Разом з тим продовжується розробка нових, досконаліших препаратів з насіння головатню звичайного.